# La Fierté de Pikeville

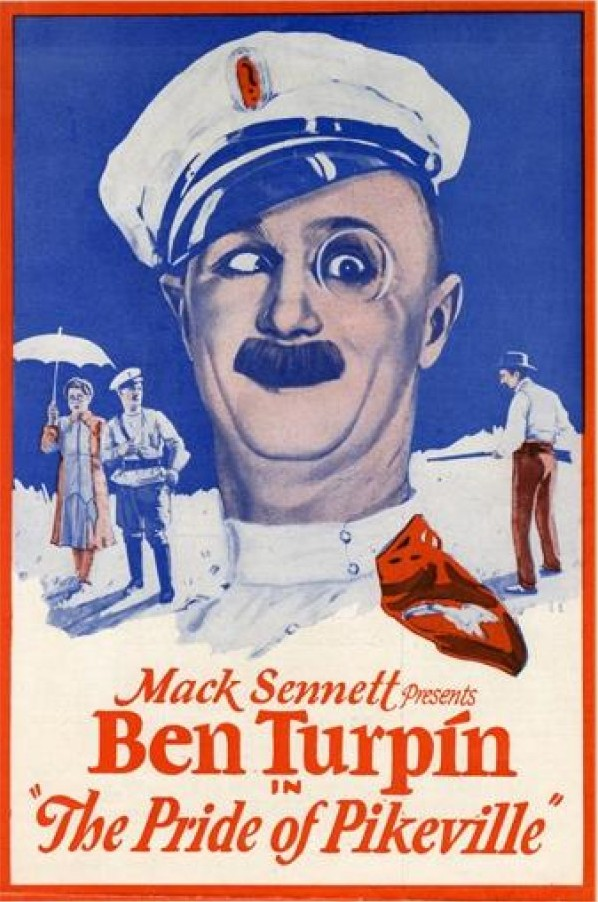
Affiche du film.

 La Fierté de Pikeville (The Pride of Pikeville) est un film américain réalisé par Alfred J. Goulding, sorti en 1927.

## Fiche technique
- Réalisation : Alfred J. Goulding
- Scénario : Earle Rodney, Jefferson Moffitt
- Photographie : St. Elmo Boyce, K.G. Maclean
- Producteur : Mack Sennett
- Montage : William Hornbeck
- Durée : 2 bobines
- Date de sortie : 5 juin 1927[1].

## Distribution
- Ben Turpin : Baron Bonamo
- Thelma Hill
- Andy Clyde
- Ruth Taylor
- Stanley Blystone
- William McCall
- Barney Hellum
- Vernon Dent